# جرقه (فیلم ۲۰۱۶)
جرقه (به تامیلی: Theri) و (به انگلیسی: Spark) یک فیلم اکشن، جنایی و درام هندی محصول سال ۲۰۱۶ سینمای تامیل به کارگردانی و نویسندگی اتلی کومار است. در این فیلم بازیگرانی همچون ویجای، سامانتا روت پرابو، ایمی جکسون، مینا، رادیکا ساراتکومار و آمریتا آییر ایفای نقش کرده‌اند.
این فیلم دومین کارگردانی کومار پس از پادشاه ملکه (۲۰۱۳) بود که موفقیتش ویجای را به اندازه کافی تحت تأثیر قرار داد تا با کارگردان کار کند. اتلی فیلمنامه را ارائه کرد که یک «فیلم هیجانی و اکشن» بود و در سپتامبر ۲۰۱۴ اعلام رسمی شد. پس از کار پس از تولید و مراسم رونمایی رسمی در ژوئن ۲۰۱۵، تولید فیلمبرداری در اوایل جولای در چنای آغاز شد. . این فیلم دو بار به دلیل اعتصاب فدراسیون کارمندان فیلم جنوب هند و سیل شدید در چنای متوقف شد. علاوه بر این، شرایط بد آب و هوایی در چین باعث شد که تیم مجبور شد ایده خود را برای فیلمبرداری سکانس‌ها در آنجا کنار بگذارد و در عوض در بانکوک فیلمبرداری کند. با وجود سختی‌ها، فیلمبرداری در ژانویه ۲۰۱۶ به پایان رسید.
سرانجام این فیلم در ۱۴ آوریل ۲۰۱۶ با نقدهای مثبت منتقدان منتشر شد و ۱۵۰ کرور روپیه (۱۸ میلیون دلار آمریکا) در مقابل بودجه ۷۵ کرور روپیه (۹٫۰ میلیون دلار آمریکا) فروخت. این فیلم به عنوان دومین فیلم پرفروش سینمای تامیل در سال ۲۰۱۶ ظاهر شد. این فیلم در حال حاضر به ترتیب با نام‌های بیبی جان و استاد باگات سینگ به زبان‌های هندی و تلوگو بازسازی می‌شود. این فیلم در حال حاضر یکی از محبوب‌ترین فیلم‌های حرفه‌ای ویجای محسوب می‌شود و بازپخش‌های متعدد آن در کانال‌های تلویزیونی به محبوبیت فیلم کمک کرده است.

## داستان
هنگامی که زندگی دخترش توسط یک باند محلی به خطر می‌افتد، جوزف کورویلا هر کاری که لازم باشد انجام می‌دهد تا آنها را متوقف کند. با این حال، در همان زمان، گذشته خطرناک او به آرامی دوباره ظاهر می‌شود.